# Carlos Javier Rodríguez
Carlos Javier Rodríguez (Santa Cruz de Tenerife, Canarias, España, 19 de enero de 1992), conocido deportivamente como Carlos Javier, es un futbolista español. Se desempeña como lateral derecho en la Sociedad Deportiva Tarazona de la Primera Federación.

## Carrera
Aunque nacido en Tenerife, Carlos Javier es natural de Calatorao. Se formó en la cantera del Club Deportivo Calatorao, Unión Deportiva Amistad, y Real Zaragoza, al que llegó en 2005 en categoría infantil,
disciplina en la que estuvo cinco años en su estructura de fútbol base. 
Una vez en categoría senior es cedido a la Sociedad Deportiva Ejea. Sin embargo, cayó lesionado en la pretemporada y no llegó a debutar con el conjunto cincovillense. Vuele al filial al año siguiente y por fin debuta en categoría absoluta, pero de nuevo cae lesionado y solo podría aparecer en diez partidos en toda la temporada. En verano de 2012 es fichado por el Andorra de Teruel donde realiza una gran temporada, lo que le vale para regresar a la disciplina zaragocista.
Siendo uno de los fijos en el equipo filial, entraría en varias convocatorias con el primer equipo y debutaría como profesional con el Real Zaragoza en Segunda División en la temporada 2013-14 el 30 de marzo de 2014, durante el encuentro contra el Deportivo Alavés en el Estadio de Mendizorroza sustituyendo en el minuto setenta y seis a José Javier Barkero, partido que finalizó con el empate entre ambos conjuntos.

## Clubes
| Club              | País   | Año         |
| ----------------- | ------ | ----------- |
| S. D. Ejea        | España | 2010 - 2011 |
| Real Zaragoza "B" | España | 2011 - 2012 |
| Andorra C. F.     | España | 2012 - 2013 |
| Real Zaragoza "B" | España | 2013 - 2015 |
| Real Zaragoza     | España | 2014        |
| C. D. Ebro        | España | 2015 - 2016 |
| S. D. Tarazona    | España | 2016 - 2021 |
| C. D. Teruel      | España | 2021 - 2023 |
| S. D. Tarazona    | España | 2023 - Act. |